# Duboveț, Nemîriv
Duboveț (în ucraineană Дубовець) este un sat în comuna Kudlaii din raionul Nemîriv, regiunea Vinnița, Ucraina.

## Demografie
Componența lingvistică a localității Duboveț
     Ucraineană (98,62%)
     Rusă (1,38%)
Conform recensământului din 2001, majoritatea populației localității Duboveț era vorbitoare de ucraineană (98,62%), existând în minoritate și vorbitori de rusă (1,38%).